# Šljivovo
Šljivovo (en serbe cyrillique : Шљивово) est un village de Serbie situé dans la municipalité d'Aleksandrovac, district de Rasina. Au recensement de 2011, il comptait 289 habitants.

## Démographie
| 1948 | 1953 | 1961 | 1971 | 1981 | 1991 | 2002 | 2011 |
| ---- | ---- | ---- | ---- | ---- | ---- | ---- | ---- |
| 622  | 640  | 590  | 490  | 448  | 425  | 379  | 289  |

|  |